# Heterodonta
Los heterodontos (Heterodonta) son una subclase de moluscos en la clase Bivalvia. Incluye entre otros a almejas y berberechos.

## Taxonomía
Contiene tres órdenes, y tres familias no asignadas a ningún orden:
- Familia Cycloconchidae†
- Familia Lyrodesmatidae†
- Familia Redoniidae†
- Orden Hippuritoida† (rudistas)
- Orden Myoida (típicas almejas y afines)
- Orden Veneroida (berberechos y afines)

## Características
El grupo se caracteriza por poseer dos tipos de dientes en la charnela, un conjunto de dientes cardinales ubicados a la altura del umbón, y dientes laterales y elongados hacia el extremo posterior. Suelen tener dos músculos aductores con desarrollo similar.
En las especies que viven entrerradas, pueden desarrollarse sifones que permiten el intercambio de agua con la superficie.
Las especies del grupo se distribuyen por todo el mundo y ocupan gran variedad de hábitats, desde pequeños cuerpos de agua dulce hasta fondos marinos profundos. Muchas especies viven entrerradas dentro del sedimento, pero también existen otras que se adhieren a objetos como conchas o que se sujetan con con biso.